# 朱凤莲
朱凤莲（1977年11月—），广东梅州人，客家人，中国共产党党员、中共中央台灣工作辦公室宣傳局副局長、国务院台湾事务办公室新闻局副局长、新闻发言人。

## 學歷
- 北京航空航天大学外国语学院本科
- 北京航空航天大学外国语学院硕士
- 清华大学公共管理硕士[3]

## 經歷
2003年7月起在中共中央台湾工作办公室（国务院台湾事务办公室工作）。
2010年9月至2019年1月，任中共中央台办、国务院台办港澳涉台事务局副处长、处长。
2019年1月，任中共中央台办、国务院台办港澳涉台事务局副局长。
2019年8月起，任中共中央台办宣传局副局长、国务院台办新闻局副局长、新闻发言人。

## 言论
- 2019年11月27日，中共中央台办、国台办在北京市举行新闻发布会，朱凤莲正式面向媒体亮相，开始以中共中央台办新闻局副局长身份兼任新闻发言人。这是继范丽青之后中央台办第二位女新闻发言人。媒体报道，朱凤莲会讲闽南話、客家话；首次发布会上她用普通话、闽南話和客家话向台湾民众问好，并称期望有机会在新闻发布台上为台湾乡亲提供服务[2]。
- 2021年3月29日，針對2021年新疆棉花爭議事件，朱鳳蓮稱，「外部反華勢力炮製『強迫勞動』、『種族滅絕』等謠言，目的是抹黑大陸形象，破壞新疆安全穩定，遏阻大陸發展，他們拿棉花說事，醉翁之意不在酒，是毫無底線的誣衊抹黑[4]」。
- 2021年11月，針對被列「台獨」頑固分子清單的人感到光榮一說，朱鳳蓮稱：「跳得越高，摔得越重！」[5]